# Sanamahismo

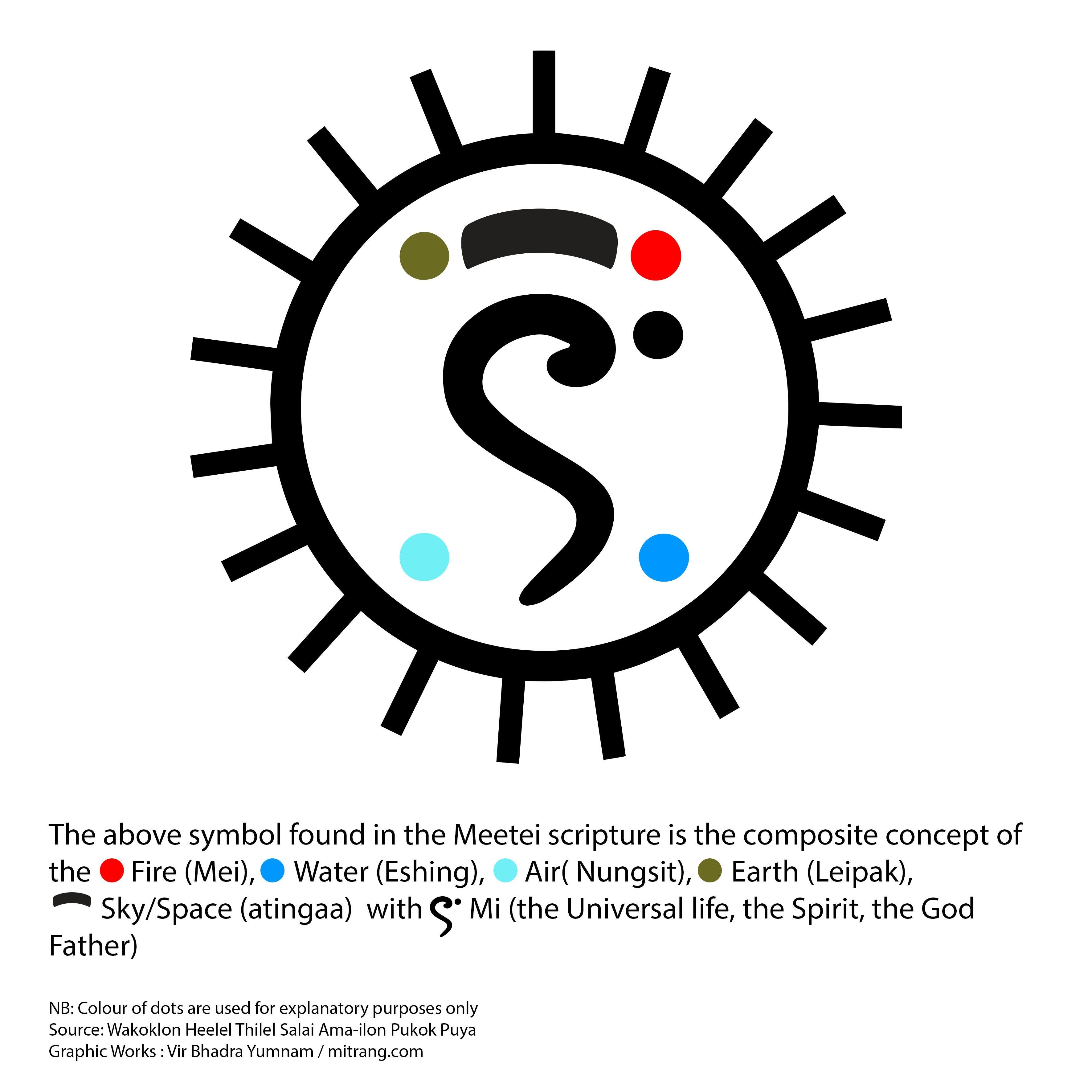
Simbolo del sanamahismo con spiegazione

Il sanamahismo (Meitei: Sanamahi Laining, lett. "religione sanamahi") è la religione tradizionale del popolo meitei di Manipur, nell'India nordorientale. È una religione politeista e prende il nome dal dio Lainingthou Sanamahi, una delle divinità più importanti del credo meitei. Sanamahi è il figlio maggiore del dio supremo Saalailel Sidaba e della dea suprema Leimarel Sidabi.  Tradizionalmente ogni famiglia meitei, indipendentemente dalla religione, adora Sanamahi e Leimarel Sidabi. L'importanza di Sanamahi nella religione è sottolineata anche dal nome stesso che significa Oro Liquido. Il sanamahismo non ha un capo ma ha un organismo religioso, il Maru Loishang (noto anche come Pandit Loishang) che sovrintende tutte le principali attività e questioni religiose, compresi i comportamenti di sacerdoti e sacerdotesse. Il Maru Loishang funge anche da tribunale per le controversie religiose. Ci sono tre dipartimenti principali sotto il Pandit Loishang, vale a dire, l'Amaiba Loishang, il Pena Asheiba Loishang e l'Amaibi Loishang. Questi dipartimenti esistono sin dal regno del re Meidingu Hongnemyoi Khunjao Naothingkhong di Manipur nel 662 d.C.
Tutte le divinità del sanamahismo sono indicate dal termine universale Lai che significa dio in manipuri. Quando ci si riferisce a una divinità maschile, vengono usati i termini Lainingthou, Ebhudhou o Epa, mentre i termini Lairembi, Ebhendhou o Ema sono usati per riferirsi a una divinità femminile. Lairembi è usato principalmente per gli Umang Lai, che rappresentano le principali divinità o reincarnazioni di divinità.

## Origine
Le prime testimonianze del sanamahismo si possono trovare nel Cheitharol Kumbaba, ovvero le cronache di corte dei re di Kangleipak (antico nome del Manipur), a partire dal re Nongda Lairen Pakhangba, che regnò per più di un secolo, dal 33 al 154 d.C.

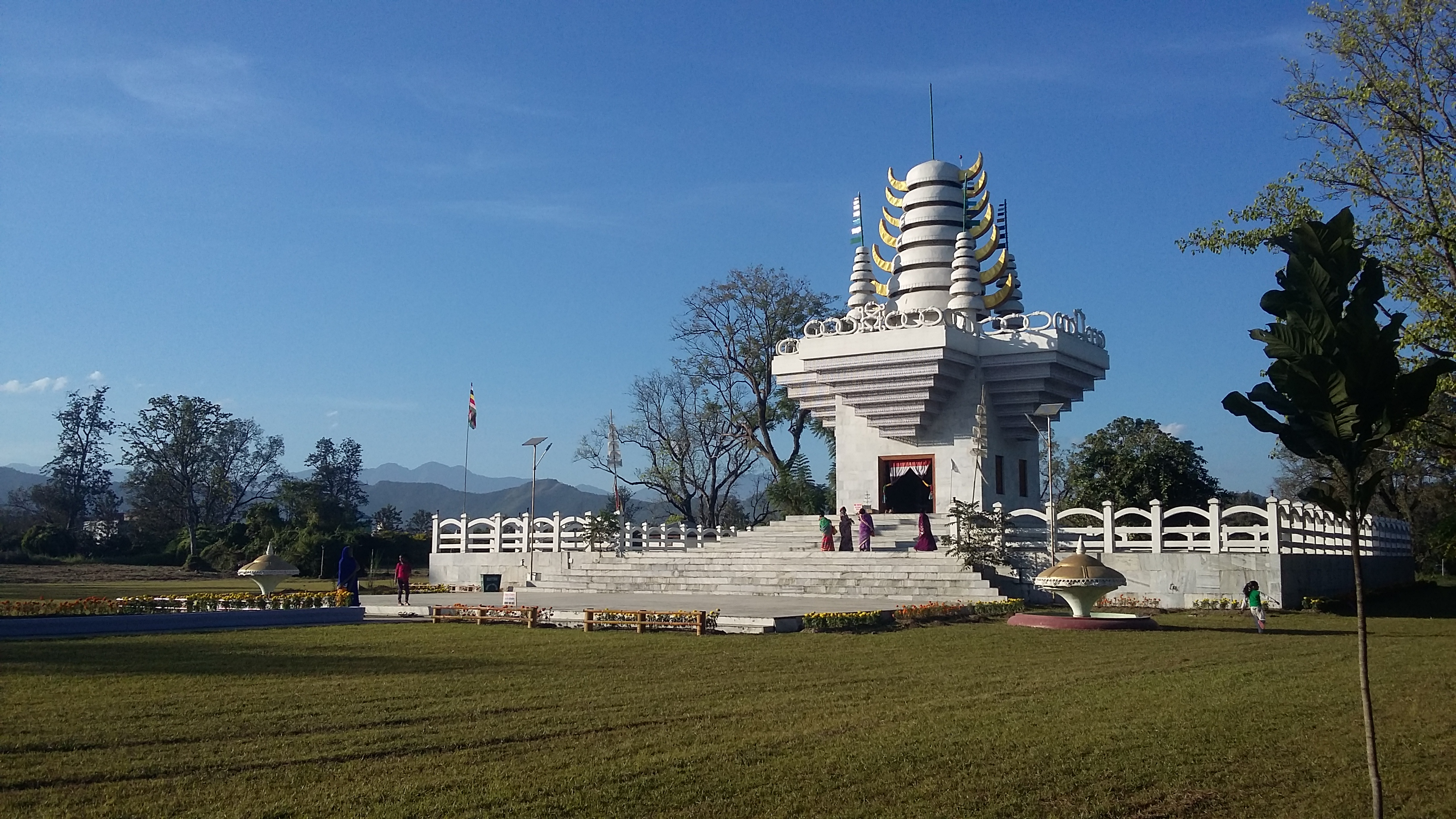
Un tempio sanamahi di recente costruzione, il Kangla Fort, a Imphal Est.

## Descrizione
Il sanamahismo è una religione folcloristica e con una forte componente etnica. Il suo principale avversario, contro cui cerca di lottare, è l'induismo brahminico. Gli oppositori e i gruppi ribelli hanno cercato di far rivivere il sanamahismo e le pratiche ad esso correlate per enfatizzare l'eredità manipuri, oltre a tentare di vietare la scrittura bengalese e sostituirla con la vecchia scrittura meitei, la quale fu forzatamente bandita durante il regno di re Garibniwaz.

## Rinascita
L'impegno collettivo per la rinascita del sanamahismo viene spesso definito movimento sanamahi. Le prime testimonianze sono riconducibili alla formazione dell'Apokpa Marup da parte di Naorem Phullo (Laininghal Naoria) nel 1930 a Cachar (l'attuale Assam). Il movimento si diffuse nella valle del Manipur nel 1934. Sebbene il movimento non ebbe successo a causa dell'invasione giapponese nella seconda guerra mondiale, furono inizialmente ideati piani per rafforzare il movimento sotto la guida di Takhellambam Bokul (Sanamahi Bokul). Phullo morì nel 1941.
Tre anni dopo la morte di Phullo nel 1944, il movimento iniziò ad acqusire notorietà a Manipur. Furono prese risoluzioni per denunciare l'induismo e si tenne una campagna di massa per far rivivere il sanamahismo a Manipur. Il 14 maggio 1945 fu costituito il popolare Meitei Marup. Questo segnò l'inizio della rinascita del sanamahismo e del Meitei Mayek, scrittura originale della lingua manipuri. Il Brahma Sabha si oppose fermamente al movimento ed escluse formalmente 38 membri del Meitei Marup.
Negli anni '70 e '80, il movimento sanamahi ha attirato ulteriori attivisti. Furono svolte massicce iniziative per rivendicare santuari di divinità e pratiche indù alle antiche tradizioni del sanamahismo. Il 16 febbraio 1974 si tenne una conversione di massa al sanamahismo; tale evento, intitolato Nongkhang Parei Hanba, rappresentò una protesta simbolica contro la conversione di massa forzata all'induismo del 1729, denominata Nongkhang Iruppa.
Il censimento indiano del 2011 conta i seguaci di Sanamahi all'8,19% della popolazione totale di Manipur.

## Status ufficiale
Il 5 agosto 2022, l'Assemblea legislativa dello Stato del Manipur ha ribadito la necessità di una risoluzione per registrare la religione sanamahi come religione minoritaria ufficialmente riconosciuta dell'India. In passato, il 31 luglio 2002 e il 1 agosto 2003, l'Assemblea legislativa dello Stato di Manipur aveva adottato risoluzioni simili per assegnare un codice unico per la religione, ma non è stata approvata dal governo centrale dell'India.
Negli ultimi decenni, molti attivisti sociali, religiosi e politici, insieme a associazioni e organizzazioni, hanno lottato attraverso violente agitazioni e proteste per ottenere il riconoscimento ufficiale della religione sanamahi.

## Pratiche
Molte pratiche sanamahi si basano su offerte di cibo alle divinità, combinate con canti, così come rituali oracolari in cui le sacerdotesse vengono possedute da un dio o una dea. Una tipica preghiera di offerta per invocare gli dei, pronunciata da una sacerdotessa sopra uno specchio d'acqua durante la festa di Lai Haraoba, recita:
Signore incarnato, Dio supremo Pakhangba, O dorato,

Dea delle acque, Governatrice dei fiumi:

Dea Dorata (Laisana) incantevole e splendente:

Per voi, Signore e Signora, per richiamare le vostre anime,

Abbiamo versato il riso sulle migliori foglie di banana,

E su di essa hanno posto l'uovo fertile e le gemme langthrei.

Non ti offriamo il khayom ordinario (pacchetto di offerta), ti offriamo i tuoi khayom,

E li abbiamo legati con le sette strisce di bambù.

Quali (rappresentano) i sette giorni della settimana.

Vi offriamo i khayom in quanto sono legati così.

Signore e Signora, vi supplichiamo,

Ascendete dall'interno dei khayom, percorrendo l'hiris.
Anche alcune pratiche esoteriche fanno parte del sanamahismo, come l'uso di mantra per diversi scopi. Il testo mistico Sanamahi Naiyom fornisce diverse formule, come anche un mantra che si ritiene possa fermare la pioggia: HUNG KRUNG HUNG-KRUNG TA (8x) AH (2x) CHAT HUK (2x) HING HING HUK SU SA HING HING LIK SAL LIT HING MA PAN.

## Feste religiose
- Sanamahi Ahong Khong Chingba
- Lai Haraoba
- Mera Hou Chongba
- Mera Chaorel Houba
- Kwaak Taanba
- Yaoshang
- Panthoibi Iratpa
- Imoinu Iratpa
- Sajibu Cheiraoba
- Heikru Hidongba

## Divinità

### Principali divinità
Ci sono cinque divinità principali nel sanamahismo:
- Asheeba: Dio protettore e guardiano dell'umanità.
- Atingaa Koilou Sitapa: Creatore dell'Universo.
- Apanba: Sovrano dell'universo e distruttore del male.
- Leimarel Sidabi: Dea della Terra.
- Imoinu Ahongbi: incarnazione di Leimarel, Dea della ricchezza e della prosperità.

### Divinità correlate
Oltre alle cinque divinità principali, ci sono innumerevoli dei e dee, che svolgono ruoli significativi nell'antico pantheon. Alcuni di essi includono Panthoibi, Lainingthou Nongpok Ningthou, Lainingthou Koubru, Ibudhou Marjing, Thongalel, Wangbren, Eputhou Thangjing, Kounu, Nongshaba, Nongthang Leima e Irai Leima.

### Umang Lai
In aggiunta, ci sono altre divinità associate ai boschi sacri chiamati Umang Lai, che includono Konthoujam Lairembi gi Khubam, Ima Tamphaton Petangaa e Chothe Thangwai Pakhangba.

### Divinità ancestrali
Ci sono anche divinità per ogni clan (Yek Salai) e famiglia (Yumnak), chiamate Apokpa.

### Figure divine
Sebbene Sanarembi non sia una divinità, è una figura divina nel canto di inni religiosi durante il festival di Lai Haraoba.

### Annotazioni
1. ↑  The Constitution of India guarantees every citizen of India the right to freedom of religion and there is a provision for the protection of religious and ethnic minorities.

### Fonti
1. ↑  (EN) The Sound of Pena in Manipur,  p. 30, ISBN 978-93-5473-655-1.
2. ↑  (EN) URBAN POVERTY AND LIVELIHOODS,  p. 44, ISBN 978-0-359-01332-6.
3. ↑   Gourchandra, M., Sanamahi Laihui.
4. ↑   The Revivalism of Sanamahism (A review regarding the present scenarios), su e-pao.net. URL consultato il 18 aprile 2022.
5. ↑   Nilabir, Sairem, Laiyingthou Sanamahi Amasung Sanamahi Laining Hinggat Ihou.
6. 1 2  (EN) MARU (PANDIT LOISANG), su Maru (Pandit Loisang). URL consultato il 18 aprile 2022.
7. 1 2   Workshop On Maibi Culture Of Manipur, su ignca.gov.in. URL consultato il 18 aprile 2022.
8. ↑   Bertil Lintner, Great Game East: India, China, and the Struggle for Asia's Most Volatile Frontier, 2015,  pp. 142-143, ISBN 978-0-300-19567-5.
9. ↑   Separate code mooted for Sanamahi religion, su e-pao.net. URL consultato il 9 agosto 2022.
10. ↑  (EN) Salam Chingkheinganba, Okram Joy threatens to throng at assembly if house fails to recognise Sanamahi as minority religion - Imphal Times, su www.imphaltimes.com. URL consultato il 13 gennaio 2023.
11. ↑  (EN) Minority religion status sought, su thesangaiexpress.com. URL consultato il 9 agosto 2022.
12. ↑  (EN) Government should declare Sanamahi as minority religion, says O Joy, su thesangaiexpress.com. URL consultato il 9 agosto 2022.
13. ↑   Saroj Parratt, The Pleasing of the Gods: Meitei Lai Haraoba, Vikas, 1997,  p. 77, ISBN 8125904166.
14. ↑   Soibam Birajit, Meeyamgi Kholao: Sprout of Consciousness, 2014,  p. 103.